# Julian Sas-Kulczycki

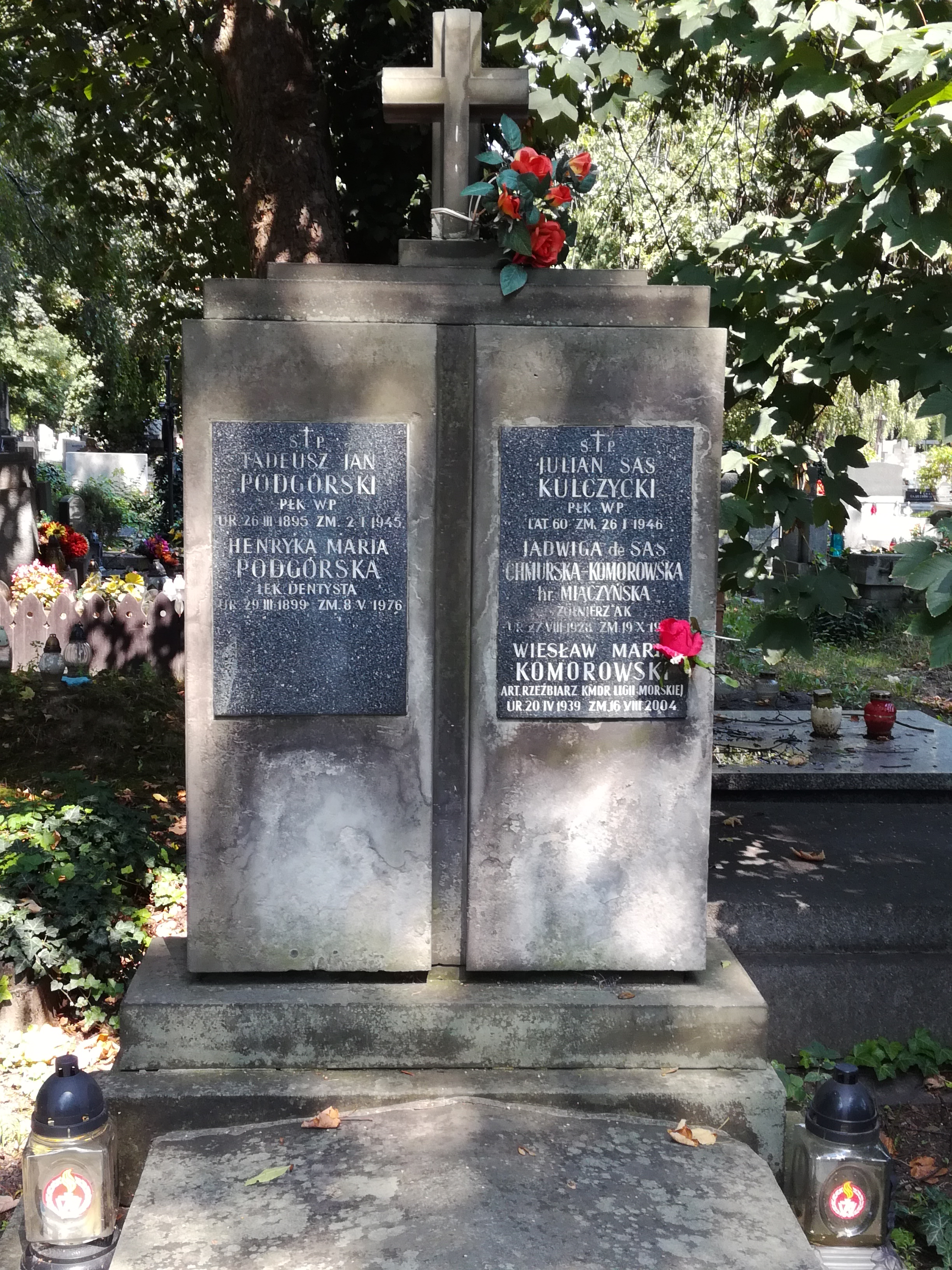
Grób Juliana Sas-Kulczyckiego na cmentarzu Rakowickim

Julian Sas-Kulczycki (ur. 6 czerwca 1887 w Drohomirczanach, zm. 12 stycznia 1946 w Krakowie) – pułkownik żandarmerii i korpusu kontrolerów Wojska Polskiego, działacz niepodległościowy, kawaler Orderu Virtuti Militari.

## Życiorys
Urodził się 6 czerwca 1887 w Drohomirczanach, w ówczesnym powiecie stanisławowskim Królestwa Galicji i Lodomerii, w rodzinie ziemiańskiej Edwarda i Wilhelminy z Brzezickich. Student Politechniki we Lwowie. W okresie od października 1907 do września 1908 odbył służbę wojskową w c. i k. 58 pułku piechoty w Stanisławowie, w charakterze jednorocznego ochotnika.
Od sierpnia 1914, podczas I wojny światowej walczył w Legionach Polskich oraz cesarskiej i królewskiej Armii. Był oficerem 1 pułku piechoty Legionów Polskich, w którym dowodził plutonem i kompanią. 
„Za udział w bitwie pod Łowczówkiem /22-25 XII 1914/ otrzymał Order Virtuti Militari”. 
18 września 1917 podpisał ostatni rozkaz pułkowy. Po rozformowaniu jednostki wraz z resztkami żołnierzy skierowany został z Przemyśla na front włoski. Walczył w szeregach c. i k. 12 Dywizji Piechoty.
Z dniem 15 listopada 1918 przyjęty został do Wojska Polskiego z zatwierdzeniem stopnia majora nadanego przez gen. Bolesława Roję. Zorganizował i kierował Strażą Bezpieczeństwa, formacją utworzoną na wzór c. i k. Żandarmerii Krajowej. 27 listopada 1918 zastąpił go generał podporucznik Eugeniusz Dąbrowiecki.
15 grudnia 1919 został przeniesiony z Dowództwa Okręgu Generalnego „Łódź” do 1 Dywizjonu Żandarmerii w Warszawie na stanowisko dowódcy dywizjonu. Od stycznia 1921 zajmował stanowisko szefa sztabu w Dowództwie Żandarmerii Ministerstwa Spraw Wojskowych. 16 czerwca 1921 wyznaczony został na stanowisko dowódcy 8 Dywizjonu Żandarmerii w Grudziądzu, a później w Toruniu. W czasie przewrotu majowego 1926 opowiedział się po stronie Józefa Piłsudskiego. Zastąpił pułkownika Władysława Jaxa-Rożena na stanowisku szefa Wydziału Żandarmerii w Departamencie Piechoty Ministerstwa Spraw Wojskowych. W marcu 1929 zwolniony ze stanowiska dowódcy żandarmerii M.S.Wojsk. i przeniesiony do Korpusu Kontrolerów. Pracował też w GISZ. 
Został osadnikiem wojskowym w osadzie Nowosiółki (gmina Roś).
W czasie wojny obronnej 1939, z polecenia generała brygady Aleksandra Narbut-Łuczyńskiego, od 14 września organizował i kierował stacją zborną w Tarnopolu. Po agresji ZSRR na Polskę ewakuował się na Węgry, gdzie został internowany. W 1942 wraz z innymi żołnierzami WP przekazany został władzom niemieckim i osadzony w Oflagu IIIA, w którym pozostawał do zakończenia II wojny światowej w Europie. W maju 1945 zgłosił się do Komendy Rejonu Uzupełnień Kraków Miasto, lecz nie został przyjęty do ludowego Wojska Polskiego.
Pochowany na cmentarzu Rakowickim w Krakowie (kwatera GC, część południowa).

## Życie prywatne
Żonaty z Leonią z d. Starowicz Litwinowicz. Nie mieli dzieci

## Awanse
- chorąży – 29 września 1914 w korpusie oficerów piechoty
- porucznik – 5 marca 1915 w korpusie oficerów piechoty[13]
- kapitan – 15 czerwca 1915 w korpusie oficerów piechoty[14]
- major – 1918
- podpułkownik – zweryfikowany 3 maja 1922 ze starszeństwem z dniem 1 czerwca 1919 i 2. lokatą w korpusie oficerów żandarmerii[15]
- pułkownik – 31 marca 1924 ze starszeństwem z dniem 1 lipca 1923 i 1. lokatą w korpusie oficerów żandarmerii[16]

## Ordery i odznaczenia
- Krzyż Srebrny Orderu Wojskowego Virtuti Militari nr 7065 – 17 maja 1922[17][1][3]
- Krzyż Niepodległości – 20 stycznia 1931 „za pracę w dziele odzyskania niepodległości”[18][19]
- Krzyż Walecznych dwukrotnie[1][19]
- Złoty Krzyż Zasługi – 16 marca 1928 „za zasługi na polu organizacji wojska”[20][1][19]
- Medal Pamiątkowy za Wojnę 1918–1921[19]
- Medal Dziesięciolecia Odzyskanej Niepodległości[19]
- Odznaka za Rany i Kontuzje[21]